# Chia rẽ Trung – Xô

Trung Quốc
Liên Xô
Các quốc gia có chung biên giới với cả hai

Chia rẽ Trung – Xô là một cuộc xung đột chính trị và ý thức hệ chính trị giữa Cộng hòa Nhân dân Trung Hoa (CHND Trung Hoa) và Liên bang Cộng hòa Xã hội Chủ nghĩa Xô viết (Liên Xô) trong thời kỳ Chiến tranh lạnh. Sự chia rẽ bắt đầu vào cuối thập niên 1950, phát triển dần thành xung đột biên giới giữa Liên Xô và Trung Quốc vào tháng 4 và tháng 5 – 1962, lên đến đỉnh điểm là đổ máu giữa hai nước Xô - Trung mùa xuân 1969. Từ đó hai bên đã coi nhau như thù địch. Sự chia rẽ này diễn tiến theo nhiều cách khác nhau cho đến cuối thập niên 1980. Việc này dẫn đến một sự chia rẽ song song trong phong trào cộng sản quốc tế dù nó có thể có liên quan nhiều hơn đến các lợi ích quốc gia của Trung Quốc và Liên Xô cũng như các tư tưởng cộng sản tương ứng của hai quốc gia.

## Bối cảnh
Nguồn gốc của sự chia rẽ bắt đầu trong thập niên 1930 khi Đảng Cộng sản Trung Quốc dưới sự lãnh đạo của Mao Trạch Đông tiến hành đồng thời cuộc kháng chiến chống Nhật Bản và một cuộc nội chiến chống Quốc dân Đảng của Tưởng Giới Thạch. Mao gần như làm ngơ khuyến cáo và chỉ thị của Stalin và Đệ Tam Quốc tế cách tiến hành cuộc cách mạng tại Trung Quốc. Lý thuyết truyền thống của chủ nghĩa Lenin, vào thời này đã được nâng lên cấp giáo điều không bị chất vấn tại Liên Xô, là sự đấu tranh cách mạng phải lấy giai cấp lao động thành thị làm nòng cốt, đó là một giai cấp dường như không tồn tại ở Trung Quốc; vì thế thay vào đó Mao Trạch Đông đã vận dụng huy động lực lượng nông dân.
Trong suốt Thế chiến thứ Hai, Stalin hối thúc Mao thành lập một liên minh với Tưởng Giới Thạch để chống Nhật Bản. Thậm chí sau chiến tranh, Stalin đã khuyên Mao đừng nên mưu toan giành lấy quyền lực mà nên thương lượng với Tưởng; Stalin ký Hiệp ước Hữu nghị và Hợp tác với Tưởng vào giữa năm 1945. Mao chấp thuận lời khuyên của Stalin một cách khôn khéo ngoài mặt nhưng thực tế thì làm ngơ lời khuyên đó bằng cách đánh đuổi Tưởng khỏi lục địa Trung Quốc và tuyên bố thành lập nước Cộng hòa Nhân dân Trung Hoa vào tháng 10 năm 1949. Tuy nhiên chẳng bao lâu sau đó, một cuộc viếng thăm dài hai tháng của Mao đã đạt được kết quả cao độ với Hiệp ước Hữu nghị và Hợp tác Trung – Xô (14-2-1950) bao gồm một khoản cho vay lãi suất thấp của Liên Xô giá trị 300 triệu rúp và liên minh quân sự 30 năm chống hành động xâm lược của Nhật Bản.
Tuy nhiên vào lúc đó, Bắc Kinh đã bắt đầu nỗ lực thay thế vai trò lãnh đạo phong trào cộng sản thế giới của Moskva. Mao và các người ủng hộ ông đã tích cực tuyên truyền ý tưởng rằng các phong trào cộng sản tại Á châu, và phần còn lại của thế giới, nên theo gương cách mạng của Trung Quốc, chứ không phải là của Nga. Chẳng hạn vào năm 1947, Mao đã trao cho ký giả Mỹ Anna Louise Strong các tài liệu và hướng dẫn bà "trình các tài liệu này cho các lãnh tụ Đảng tại Hoa Kỳ và châu Âu" nhưng không nghĩ rằng "cần thiết đem các tài liệu này đến Moskva." Ann Louise Strong cũng có viết một bài báo có tựa đề "Tư tưởng Mao Trạch Đông" (The Thought of Mao Tse-tung) và một cuốn sách Bình minh từ Trung Quốc (Dawn Out of China) trong đó bao gồm những lời cho rằng thành tựu vĩ đại của Mao là thay đổi Chủ nghĩa Marx từ hình thức châu Âu sang một hình thức châu Á... trong cách mà cả Marx và Lenin không thể nào mơ." Cuốn sách bị cấm tại Liên Xô. Vài năm sau đó, vào lần họp mặt cộng sản quốc tế đầu tiên tại Bắc Kinh, Lưu Thiếu Kỳ, một người nổi bật ủng hộ Mao, đã đọc một bài diễn văn ca ngợi "con đường Mao Trạch Đông" (Mao Tse-tung road) như là con đường đúng đắn của cách mạng cộng sản và cảnh cáo rằng sẽ sai trái nếu đi theo con đường nào khác; Lưu Thiếu Kỳ đã không ca ngợi Stalin hoặc mô hình Liên Xô thậm chí chỉ là một lần. Tuy nhiên sự căng thẳng diễn ra tại Bán đảo Triều Tiên và một nỗi lo đang hình thành về một cuộc can thiệp quân sự của Hoa Kỳ tại đó, các tình huống chính trị địa dư cho thấy rằng cả hai quốc gia này không thể chịu đựng được một sự rạn nứt về ý thức hệ và vì vậy liên minh của họ tiếp tục kéo dài.
Suốt thập niên 1950, Trung Quốc được một số đông các cố vấn Liên Xô hướng dẫn đã theo mô hình phát triển của Liên Xô, đặt trọng tâm vào công nghiệp nặng với vốn trích ra từ thặng dư của nông dân trong lúc coi sản xuất hàng hóa tiêu thụ là ưu tiên thứ hai. Tuy nhiên vào cuối thập niên 1950, Mao đã bắt đầu phát triển ý tưởng mới về cách làm sao Trung Quốc tiến ngay lên chủ nghĩa Xã hội qua việc huy động các lực lượng lao động khổng lồ của Trung Quốc — các ý tưởng này dẫn đến phong trào Đại nhảy vọt.
Các chết của Stalin năm 1953 đã tạo ra một tình hình mới trong thế giới cộng sản. Khi Stalin mất, Mao cảm thấy rằng ông bây giờ là một lãnh đạo kỳ cựu, và ông trở nên ngày càng bực tức khi các nhà lãnh đạo mới của Liên Xô như Georgy Malenkov và Nikita Khrushchev đã không ban cho ông tư cách đó. Tuy nhiên, thời kỳ này đã chứng kiến một sự hồi sinh ngắn ngủi tình hữu nghị Trung – Xô. Mao được trấn an bởi chuyến viếng thăm chính thức của Khrushchev đến Trung Quốc năm 1954 mà trong chuyến đi đó đã chính thức trao trả căn cứ hải quân Lữ Thuận Khẩu cho Trung Quốc. Liên Xô đã giúp đỡ về kỹ thuật trong 156 ngành công nghiệp chính khác nhau trong kế hoạch năm năm lần thứ nhất của Trung Quốc cùng với một khoản cho vay tổng cộng lên đến 520 triệu rúp. Hai quốc gia cũng hợp tác tại Hội nghị Genève năm 1954 để thuyết phục Việt Nam Dân chủ Cộng hoà chấp thuận chia cắt tạm thời Việt Nam theo vĩ tuyến 17.
Nhưng các chính sách của Khrushchev bắt đầu làm cho Mao khó chịu. Mao không công khai sự bất đồng của mình khi Khrushchev lên án Stalin trong bài diễn văn bí mật đọc tại Đại hội Đảng lần thứ 20 Đảng Cộng sản Liên Xô năm 1956, hoặc khi Khrushchev nối lại quan hệ với chế độ của Josip Broz Tito tại Nam Tư là chế độ mà Stalin đã lên án năm 1947. Nhưng Mao đã ủng hộ Stalin trong nhiều cách, cả về tư tưởng và chính trị, và Khrushchev cố tình tháo gỡ sự ủng hộ đó trong một loạt bài diễn văn công và tư, cố ý bác bỏ gần như tất cả những gì thuộc sự lãnh đạo của Stalin, thông báo kết thúc Đệ Tam Quốc tế, và, gây khó chịu nhất cho Mao là xem nhẹ lý thuyết nòng cốt của chủ nghĩa Marx-Lênin về xung đột vũ trang không tránh khỏi giữa chủ nghĩa tư bản và chủ nghĩa xã hội. Kết quả là, Khrushchev đã đi tiên phong với ý tưởng "Cùng chung sống hòa bình" giữa các quốc gia cộng sản và tư bản. Tuy nhiên, điều này đặt ra một thử thách trực tiếp đến chính sách ngoại giao "dựa vào một bên" (lean-to-one-side) mà Mao đã áp dụng sau nội chiến Trung Quốc, khi mà có mối đe dọa trực tiếp từ sự can thiệp quân sự của Nhật Bản và Hoa Kỳ trong chuyện nội bộ của Trung Quốc (điều cần thiết là phải liên minh toàn diện với Liên Xô). Thật sự, Khrushchev đã mưu toan hủy bỏ chính điều kiện đã tạo ra Hiệp ước Hữu nghị và Hợp tác Trung-Xô năm 1950 rất hấp dẫn Mao ngay từ lúc đầu. Mao rất đỗi giận dữ vì những hành động này, và càng ngày có cảm giác rằng giới lãnh đạo Liên Xô đang rút lui không chỉ về mặt trận tư tưởng - từ chủ nghĩa Marx-Lênin và từ đấu tranh cho sự thắng lợi của chủ nghĩa cộng sản trên thế giới - mà còn rút lui trong mặt trận quân sự bằng việc dường như không còn bảo đảm hỗ trợ Trung Quốc nếu có chiến tranh với Hoa Kỳ. Khoảng 1959, giai đoạn đã được định sẵn cho một sự rạn nứt giữa hai cường quốc trong phe xã hội chủ nghĩa.

## Bắt đầu chia rẽ

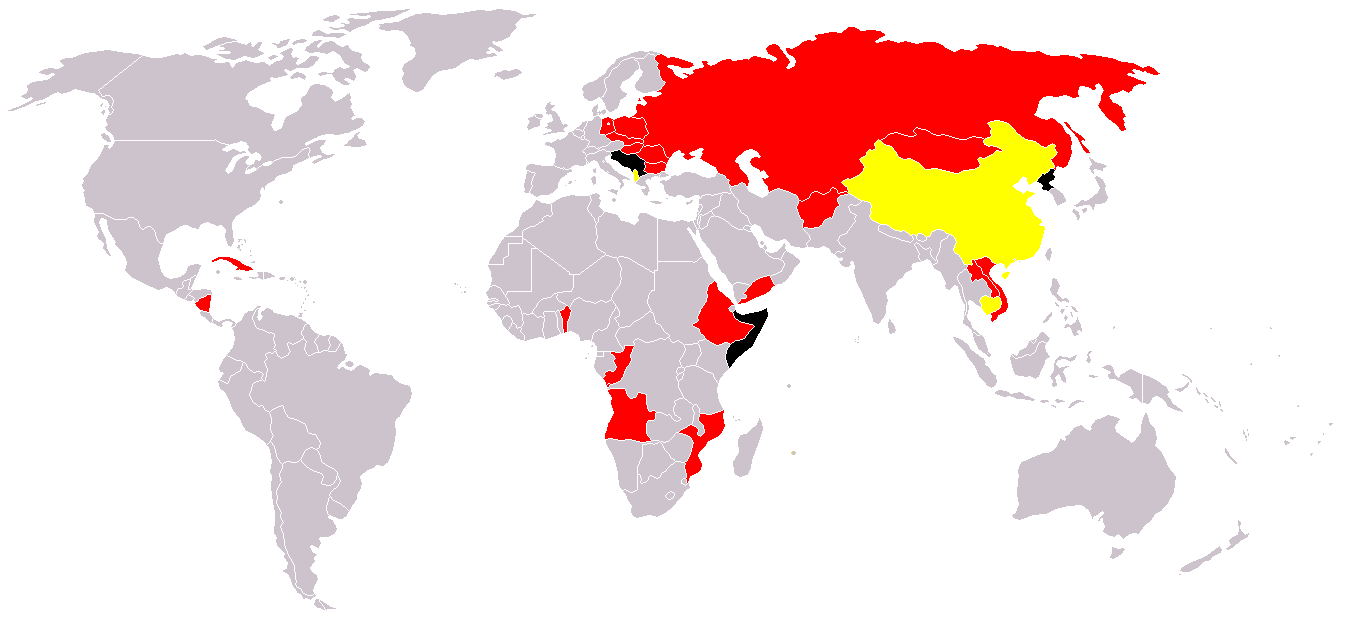
Các quốc gia màu đỏ đại diện Liên Xô và các chính phủ Cộng sản liên kết với Liên Xô. Các quốc gia màu vàng đại diện Trung Quốc và các quốc gia cộng sản liên kết với Trung Quốc. Các quốc gia màu đen (Triều Tiên, Nam Tư và Somalia) đại diện các chính phủ cộng sản không liên kết với Liên Xô hay Trung Quốc.

Một trong các cuộc gặp gỡ cuối cùng giữa Mao và Khrushchev trước khi Trung Quốc và Liên Xô trở mặt

Năm 1959, Khrushchev tổ chức một cuộc họp thượng đỉnh với Tổng thống Hoa Kỳ Dwight Eisenhower. Liên Xô bắt đầu lo ngại vì ảnh hưởng của đại nhảy vọt bên Trung Quốc. Khrushchev tìm cách trấn an phương Tây trong một thời kỳ Chiến tranh lạnh được biết như là "The Thaw" (tan băng). Liên Xô không giữ lời hứa từng cam kết trước đây là giúp Trung Quốc phát triển vũ khí nguyên tử. Họ cũng từ chối hỗ trợ Trung Quốc trong cuộc tranh chấp biên giới với Ấn Độ, một quốc gia khá thân thiện với Liên Xô.
Các sự kiện này đã làm cho Mao và các nhà lãnh đạo cộng sản Trung Quốc bực mình rất nhiều. Mao thấy Khrushchev có thái độ quá hòa giải với phương Tây. Tuy nhiên, với quan điểm của Liên Xô, họ đang đo lường một cách khôn ngoan tình hình quốc tế hiện hữu và mối họa về chiến tranh hạt nhân. Vào cuối thập niên 1950, cả Hoa Kỳ và Liên Xô có các kho vũ khí hạt nhân khổng lồ, và giới lãnh đạo Liên Xô đang vật lộn trong một chiến lược nhằm cân bằng các cuộc đối đầu với các vấn đề như Berlin qua các cuộc thương thảo để tránh một cuộc chiến tranh bộc phát.
Nền chính trị quốc nội của Trung Quốc cũng là nhân tố góp phần vào sự chia rẽ giữa Liên Xô và Trung Quốc. Đại nhảy vọt đã không đạt được mục tiêu như đã định. Vì chuyện này mà những đối thủ của Mao trong Đảng Cộng sản như Lưu Thiếu Kỳ và Đặng Tiểu Bình giữ các chức vụ thứ tự là Chủ tịch nước và Tổng Bí thư Ủy ban Trung ương Đảng Cộng sản mưu toan lật đổ ông khỏi quyền lực. Nhân lúc có sự chia rẽ với Liên Xô, Mao lợi dụng chuyện này để diễn tả các đối thủ của ông là tay sai của một thế lực ngoại bang và đã kích thích chủ nghĩa quốc gia của người Trung Quốc đồng lòng đứng sau ủng hộ cho ông.
Từ năm 1960 đến 1969 những bất đồng và mâu thuẫn trong nội bộ các nước Cộng sản, đặc biệt giữa Liên Xô và Trung Quốc (sau hai Hội nghị năm 1957 và 1960), không dịu đi mà ngày càng trầm trọng, công khai. Những cuộc tranh luận gay gắt và bất đồng giữa hai đảng này xoay quanh các vấn đề lý luận, đường lối chung của phong trào cộng sản quốc tế đã dẫn đến sự phân liệt thực sự của phong trào cộng sản thành hai phái. Hai đảng lớn, hai nước lớn tranh nhau vì vị trí trung tâm cách mạng, công kích lẫn nhau: đảng nào cũng muốn nắm độc quyền chân lý và tranh nhau vai trò lãnh đạo các nước xã hội chủ nghĩa và phong trào cộng sản quốc tế. Sự phân liệt và sự tập hợp lực lựợng của hai đảng lớn này ngày càng trở nên ráo riết, công khai. Một số Đảng Cộng sản ở một số nước cũng bị chia rẽ về tổ chức thành hai đảng theo hai khuynh hướng nói trên.
Khoảng một thời gian, các tranh cãi lý luận giữa hai đảng vẫn giữ tính gián tiếp. Trung Quốc lên án Tito của Nam Tư trong khi Liên Xô lên án đồng minh của Trung Quốc là Enver Hoxha của Albania trong một cuộc chiến gián tiếp bằng lời qua tiếng lại. Nhưng vào tháng 6 năm 1960, sự chia rẽ trở nên công khai tại đại hội Đảng Cộng sản Romania khi Khrushchev và Bành Chân của Trung Quốc công khai đối chọi nhau. Khrushchev gọi Mao "một người theo chủ nghĩa quốc gia, một kẻ cơ hội, và kẻ xa rời Đảng". Trung Quốc gọi Khrushchev một người theo Chủ nghĩa xét lại và chỉ trích thói "gia trưởng, độc đoán và chuyên chế" của ông. Khrushchev tiếp tục cuộc tấn công của ông bằng cách đọc một lá thư dài 80 trang trước hội nghị để lên án Trung Quốc.
Trong một cuộc hội thảo 81 của đảng Cộng sản tại Moskva tháng 11 năm 1960, phái đoàn Trung Quốc đụng độ nảy lửa với phái đoàn Liên Xô và với đa số các phái đoàn khác, nhưng dần dần thì một giải pháp chung đã được đồng thuận để tránh một sự rạn nứt chính thức. Tuy nhiên tại Đại hội Đảng Cộng sản Liên Xô lần thứ 22 vào tháng 10 năm 1961, bất đồng lại bùng lên. Tháng 12, Liên Xô cắt đứt quan hệ ngoại giao với Albania khiến cuộc tranh chấp từ đảng đối chọi đảng sang giai đoạn quốc gia đối chọi quốc gia.
Trong năm 1962, các sự kiện quốc tế đã tạo ra một sự rạn nứt cuối cùng giữa Liên Xô và Trung Quốc. Mao chỉ trích Khrushchev vì đã lùi bước trong cuộc Khủng hoảng Tên lửa Cuba và Khrushchev đáp lại rằng chính sách của Mao sẽ dẫn đến một cuộc chiến tranh hạt nhân. Trong khi đó, Liên Xô công khai ủng hộ Ấn Độ trong cuộc chiến ngắn ngủi với Trung Quốc. Theo sau các sự kiện này là các tuyên bố chính thức về lập trường tư tưởng của mỗi bên: Trung Quốc xuất bản "Đề nghị của Đảng Cộng sản Trung Quốc liên quan đến đường lối chung của phong trào cộng sản quốc tế" (The Chinese Communist Party's Proposal Concerning the General Line of the International Communist Movement) tháng 6 năm 1963. Liên Xô đáp lại bằng "Lá thư mở của Đảng Cộng sản Liên Xô" (Open Letter of the Communist Party of the Soviet Union). Đây là lần trao đổi liên lạc chính thức cuối cùng giữa hai đảng.
Năm 1964, Mao quả quyết rằng đang có một cuộc phản cách mạng xảy ra tại Liên Xô, và rằng chủ nghĩa tư bản đã được phục hồi. Quan hệ giữa Đảng Cộng sản Trung Quốc và Đảng Cộng sản Liên Xô đứt đoạn và các quan hệ giữa Đảng Cộng sản Trung Quốc với các đảng Cộng sản khác trong Khối Warszawa cũng cùng chung số phận.
Có một gián đoạn ngắn ngủi trong sự chia rẽ giữa hai nước sau khi Khrushchev bị lật đổ tháng 10 năm 1964. Tháng 11, Thủ tướng Chu Ân Lai đi Moskva để nói chuyện với các nhà lãnh đạo mới là Leonid Brezhnev và Aleksey Kosygin nhưng khi trở về ông báo cáo rằng Liên Xô không có ý định thay đổi lập trường của họ. Mao lên án "Chủ nghĩa Khrushchev không có Khrushchev" và cuộc khẩu chiến tiếp tục.

## Từ chia rẽ đến đối đầu

Bích chương Trung Quốc từ giai đoạn đầu của Cách mạng Văn hóa nói rằng: "Lật đổ bọn chủ nghĩa xét lại Xô Viết. Đập đầu chó của Brezhnev và Kosygin", 1967

Sau năm 1965, sự chia rẽ Trung-Xô là một sự thật đã định, và việc khởi sự cuộc Cách mạng Văn hoá của Mao đã làm phương hại tất cả những mối liên lạc giữa hai nước, và hiện thực hơn nữa là giữa lục địa Trung Quốc và phần còn lại của thế giới. Ngoại lệ duy nhất không bị chấm dứt là việc Trung Quốc cho phép chuyên chở vũ khí và tiếp liệu của Liên Xô ngang qua lãnh thổ Trung Quốc để hỗ trợ Việt Nam Dân chủ Cộng hòa trong cuộc xung đột chống Việt Nam Cộng hòa và Hoa Kỳ trong Chiến tranh Việt Nam.
Sau năm 1967, Cách mạng Văn hoá đã phá đổ cơ cấu đảng và chính phủ tồn tại lúc đó tại Trung Quốc. Đảng đáng kể duy nhất cách xa những người Albani ủng hộ đường lối của Trung Quốc là Đảng Cộng sản Indonesia cũng là đảng đã từng bị tiêu diệt trong một cuộc đảo chính quân sự năm 1965. Nhiều đảng theo đường lối Mao Trạch Đông đã được thành lập tại nhiều quốc gia.
Sự đối đầu Trung-Xô bây giờ trở thành một cuộc xung đột giữa các quốc gia. Tháng giêng năm 1967, Hồng Vệ binh bao vây tòa Đại sứ Liên Xô tại Bắc Kinh. Quan hệ ngoại giao chưa bao giờ chính thức bị cắt đứt nhưng bị rơi vào một tình trạng đóng băng nặng nề. Trung Quốc cũng chọn nêu lên vấn đề biên giới Trung-Xô, vốn là kết quả của các hiệp định bất bình đẳng trong thế kỷ XIX mà các Sa hoàng Nga đã áp đặt lên nhà Thanh yếu thế. Trung Quốc không nêu lên đòi hỏi lãnh thổ một cách rõ rệt nào nhưng cứ khăng khăng rằng Liên Xô phải biết là các hiệp ước đó là không công bằng. Liên Xô thẳng thừng từ chối thảo luận vấn đề.
Trong năm tiếp theo, Trung Quốc đã tới điểm thấp nhất của cuộc Cách mạng Văn hoá và gần kề nội chiến tại một vài nơi của đất nước. Tình hình chỉ được ổn định một phần trong tháng 8 khi Mao Trạch Đông ra lệnh cho quân đội ổn định lại trật tự. Sau đó, mức độ tồi tệ nhất của Cách mạng Văn hóa từ từ giảm bớt. Một lý do cho việc giảm bớt mức độ của Cách mạng Văn hoá là sự nhận thức của Mao rằng Trung Quốc hiện thời bị cô lập và dễ tan vỡ.
Liên Xô và Trung Quốc có mâu thuẫn nhiều về vấn đề lãnh thổ và biên giới. Một trong vấn đề đó là về Cộng hòa Nhân dân Mông Cổ. Lãnh đạo Trung Quốc luôn có ý định sáp nhập Mông Cổ vào Trung Quốc. Điều này gặp phải sự phản đối của Liên Xô và chính Mông Cổ. Chủ tịch Mao Trạch Đông đã kiến nghị với Stalin về việc sáp nhập Mông Cổ vào Trung Quốc, Stalin trả lời không đồng ý.
Tháng 9-1964, Trung Quốc yêu cầu xét lại các vùng lãnh thổ châu Á mà các hoàng đế Trung Hoa đã để mất vào tay Nga Hoàng ở thế kỷ XIX. Tháng 8-1968 sau sự kiện quân đội Khối Warszawa do Liên Xô lãnh đạo vào thủ đô Praha và cứu chủ nghĩa xã hội ở Tiệp Khắc, Chu Ân Lai lần đầu tiên đã gọi Liên Xô là "đế quốc xã hội chủ nghĩa", "Đại bá Xô Viết".
Xung đột biên giới Trung - Xô nổ ra năm 1969, Lực lượng vũ trang Liên Xô và quân đội Trung Quốc đã đánh nhau ở các đảo thuộc vùng đảo Damansky (đảo Trân Bảo) trên sông Ussuri (Nga) tháng 3-1969 và khu vực Dalanacôn (Kazakhstan) vào tháng 8-1969 và một số điểm khác trên biên giới Xô - Trung.
Trong năm 1968, Liên Xô gia tăng lớn lao việc triển khai quân đội của họ dọc theo biên giới Trung Quốc, đặc biệt là vùng biên giới với Tân Cương nơi mà có thể dễ dàng nuôi dưỡng mầm mống phong trào ly khai người Turk. Năm 1961, Liên Xô có khoảng 12 sư đoàn với phân nửa sức mạnh, 200 máy bay trên vùng biên giới; vào cuối năm 1968 họ có 25 sư đoàn, 1.200 máy bay, và 120 hỏa tiễn tầm trung. Mặc dù Trung Quốc đã cho nổ trái bom nguyên tử đầu tiên của họ năm 1964 tại Lop Nur, sức mạnh quân sự của Trung Quốc không thể nào so sánh được với Liên Xô. Các căng thẳng dọc theo biên giới leo thang đến tháng 3 năm 1969 khi các cuộc đụng độ quân sự nổ ra dọc sông Ussuri trên đảo Damansky, theo sau đó thêm nhiều cuộc đụng độ xảy ra trong tháng 8.
Hè 1969, khi xung đột biên giới Trung Quốc và Liên Xô căng thẳng, tại một bữa ăn trưa ở nhà hàng "Beef and Bird" ở trung tâm Washington, một viên chức ngoại giao cấp trung Liên Xô đã nói với người đồng cấp Mỹ rằng Moscow đã lên kế hoạch "cực kỳ nghiêm túc" việc tấn công phủ đầu vào các cơ sở hạt nhân Trung Quốc. Vài tuần sau tại Teheran, một tùy viên không quân Liên Xô cũng nói với một sĩ quan Mỹ rằng, Liên Xô "sẽ không ngần ngại dùng vũ khí hạt nhân để tiêu diệt Trung Quốc" nếu Trung Quốc tiếp tục "quấy rối" biên giới Liên Xô.
Nhiều quan sát viên đã tiên đoán chiến tranh: cựu nhà báo Mỹ Harrison Salisbury đã xuất bản một cuốn sách có tên "Chiến tranh sắp tới giữa Nga và Trung Quốc" (The Coming War Between Russia and China) và trong tháng 8 năm 1969, các nguồn tin Liên Xô có gợi ý đến một cuộc tấn công Lop Nur bằng vũ khí nguyên tử. Các tài liệu Liên Xô từ mùa hè năm 1969 cho thấy rằng Liên Xô có các kế hoạch chi tiết cho một cuộc tấn công nguyên tử vào Trung Quốc hơn là một cuộc tấn công nguyên tử vào Hoa Kỳ.

Nhưng sau các cuộc đụng độ năm 1969, dường như cả hai phía đều rút lại tránh rơi vào bờ vực chiến tranh. Vào tháng 9, Kosygin đã thực hiện một chuyến đi bí mật đến Bắc Kinh và có các cuộc hòa đàm với Chu Ân Lai. Tháng 10, các cuộc nói chuyện về vấn đề biên giới bắt đầu. Không có một thỏa thuận nào được đạt đến nhưng các cuộc gặp gỡ đã phục hồi lại một sự tối thiểu về liên lạc ngoại giao.
Vào năm 1970, Mao nhận thấy rằng ông không thể đối đầu một lúc với cả Liên Xô và Hoa Kỳ và ngăn chặn những bất ổn trong nước. Trong năm đó, mặc dù sự thật là Chiến tranh Việt Nam đang ở giai đoạn cao điểm và thái độ chống Mỹ của Trung Quốc đang ở đỉnh cao, Mao đã quyết định rằng Liên Xô là một mối đe dọa lớn nhất vì vị trí địa lý của nó ở ngay bên cạnh Trung Quốc, ông ta muốn tìm một sự hòa giải với Hoa Kỳ để đương đầu với Liên Xô.
Tháng 7 năm 1971, Henry Kissinger bí mật viếng thăm Bắc Kinh và dọn đường cho Tổng thống Hoa Kỳ Richard Nixon sang thăm Trung Quốc tháng 2 năm 1972. Mặc dù Liên Xô lúc đầu rất giận dữ, chẳng bao lâu sau đó họ cũng tổ chức một cuộc họp thượng đỉnh riêng với Nixon, như thế tạo ra một quan hệ tay ba giữa Washington, Bắc Kinh, và Moskva. Việc này kết thúc thời kỳ đối đầu tồi tệ nhất giữa Liên Xô và Trung Quốc.
Thập niên 1970, sự thù nghịch Trung-Xô cũng lan đến châu Phi và Trung Đông nơi mà mỗi thế lực cộng sản ủng hộ và tài trợ những đảng phái, phong trào, và quốc gia khác nhau. Điều này đã châm ngòi cho cuộc chiến tranh giữa Ethiopia và Somalia, các cuộc nội chiến tại Zimbabwe, Angola và Mozambique, và sự thù nghịch giữa các nhóm cực đoan người Palestine khác nhau. Không như Liên Xô, Trung Quốc thật sự đã không đưa quân đến bất cứ điểm nóng nào vừa kể ở trên nhưng sự can thiệp có tính cạnh tranh của họ đã tạo nên và kéo dài sự bất ổn.
Một lý do khác là tham vọng của Trung Quốc. Trung Quốc bắt tay với Mỹ, tăng cường chống Liên Xô, cố tạo nên thế ba nước lớn trên thế giới theo công thức của Henry Kissinger về "thế giới nhiều cực", trong đó một trong ba cực lớn là Trung Quốc, xoá bỏ "thế hai cực" Mỹ và Liên Xô đã hình thành sau chiến tranh thế giới thứ hai, đồng thời dùng vấn đề Việt Nam để đổi lấy việc Mỹ rút khỏi Đài Loan.

## Bình thường hóa quan hệ
Việc mất quyền lực của Lâm Bưu năm 1971 đánh dấu hồi kết thúc giai đoạn cực độ nhất của cuộc Cách mạng Văn hoá và từ đó trở đi cho đến khi Mao mất vào năm 1976, có một sự trở lại dần dần chế độ cộng sản bình thường tại Trung Quốc. Nó kết thúc tình trạng đối đầu quân sự với Liên Xô nhưng không đưa đến bất cứ sự tan băng nào trong các quan hệ chính trị. Dù vậy, việc tăng cường quân sự của Liên Xô trên biên giới với Trung Quốc vẫn tiếp tục: năm 1973, Liên Xô gần như tăng gấp đôi quân số của mình hiện diện tại biên giới so với năm 1969. Trung Quốc tiếp tục lên án "chủ nghĩa đế quốc xã hội Xô Viết" và tố cáo Liên Xô là kẻ thù của Cách mạng Thế giới. Mặc dù chính Trung Quốc đã ngừng hỗ trợ trực tiếp cho các nhóm cách mạng tại những quốc gia khác sau năm 1972, và ủng hộ cho một cuộc chấm dứt Chiến tranh Việt Nam trong thương thuyết năm 1973.
Chiều hướng này tăng tốc sau khi Mao qua đời với việc dẹp bỏ quyền lực của nhóm cực đoan thường được biết đến là "Tứ nhân bang" và sự khởi đầu các cuộc cải cách kinh tế tổng quát dưới thời Đặng Tiểu Bình đã lật ngược các chính sách của Mao và bắt đầu một thời kỳ chuyển tiếp sang một nền kinh tế thị trường tại Trung Quốc. Vào thập niên 1980, các chính sách "tìm sự thật trong thực tế" (seeking truth from facts) và chú trọng vào "con đường tiến lên chủ nghĩa xã hội của Trung Quốc" của Đặng Tiểu Bình, điều này có nghĩa thực tế là phục hồi lại một nền kinh tế thị trường tại Trung Quốc đã cho thấy là Trung Quốc phần nhiều đã mất hứng thú vào những tranh luận về cộng sản, và các cáo buộc về chủ nghĩa xét lại của Liên Xô cũng trong giọng điệu khá nhẹ nhàng và mờ nhạt dần.
Sau khi Mao mất, sự thù nghịch giữa Trung Quốc và Liên Xô bộc lộ tranh cãi ít hơn về chính trị bên trong mỗi quốc gia mà nhiều hơn trong các vấn đề quốc tế nơi mà những lợi ích quốc gia của hai quốc gia thường hay va chạm.
Cuộc đối đầu chính đầu tiên là tại Đông Dương. Kết thúc Chiến tranh Việt Nam năm 1975 đã để lại các chế độ thân Liên Xô nắm quyền tại Việt Nam và Lào, và chế độ thân Trung Quốc tại Campuchia. Việt Nam lúc đầu sẵn sàng làm ngơ các chính sách diệt chủng nội bộ của chế độ Pol Pot tại Campuchia, nhưng khi có các cuộc tàn sát các cộng đồng người Việt và các cuộc đụng độ dọc theo biên giới, họ đã xâm nhập Campuchia năm 1978 và lật đổ chế độ Pol Pot. Trung Quốc giận dữ tố cáo hành động này và mở một cuộc xâm lược "trừng phạt" miền bắc Việt Nam khiến xảy ra Chiến tranh biên giới Việt-Trung năm 1979. Đến lượt mình, Liên Xô lên án Trung Quốc nhưng không có hành động quân sự nào.
Năm 1979, Liên Xô can thiệp vào Afghanistan khi chế độ cộng sản tại đó đối mặt với nguy cơ bị lật đổ. Chính phủ Trung Quốc xem việc này như là một mưu toan nhằm bao vây họ nên đã hình thành một liên minh với Hoa Kỳ và Pakistan để hỗ trợ các phong trào kháng chiến Hồi giáo tại Afghanistan và ngăn chặn sự xâm lược của Liên Xô. Điều này khá thành công; cuộc chiến dây dưa kéo dài tại Afghanistan đã làm suy yếu nhiều hệ thống Xô Viết trong những năm sau đó. Trung Quốc cũng có nhúng tay một cách bí mật vào việc cung cấp trợ giúp cho nhóm Contras chiến đấu chống chính quyền Sandinista được Liên Xô hậu thuẫn tại Nicaragua . Năm 1982, trước khi chết không bao lâu, Leonid Brezhnev đã đọc một bài diễn văn tại Tashkent mà lời lẽ như muốn hòa giải với Trung Quốc. Việc này mở đường cho sự hiện diện ngoại giao của Trung Quốc tại lễ tang của ông sau đó trong năm, và các nỗ lực ở bậc thấp nhằm giảm thiểu các tình trạng căng thẳng.
Khi Mikhail Gorbachev lên nắm quyền lãnh đạo Liên Xô năm 1985, ông đã cố gắng hàn gắn lại quan hệ bình thường với Trung Quốc. Các lực lượng quân sự Xô viết dọc theo biên giới được giảm thiểu rất nhiều, các quan hệ kinh tế bình thường đã được nối lại, và vấn đề biên giới được lặng lẽ lãng quên. Tuy nhiên Trung Quốc và Liên Xô khó bình thường hóa quan hệ nếu Kremlin không rút quân khỏi Afghanistan và ngừng hỗ trợ Việt Nam đóng quân tại Campuchia. Hơn nữa Trung Quốc sẽ không bao giờ chấp nhận tình trạng phụ thuộc vào Liên Xô. Việc rút quân Liên Xô ra khỏi Afghanistan đã khai thông bất hòa chính giữa hai quốc gia. Tuy nhiên, các vấn đề tư tưởng của thập niên 1960 không được giải quyết, và quan hệ chính thức giữa hai đảng cộng sản không được nối lại. Những mối quan hệ còn lãnh đạm giữa Liên Xô và Trung Quốc đã thúc giục nhiều người trong chính phủ Hoa Kỳ dưới thời Tổng thống Ronald Reagan xem Trung Quốc như một thế quân bình tự nhiên chống Liên Xô. Kết quả là Hoa Kỳ đã viện trợ quân sự cho Quân đội Giải phóng Nhân dân Trung Quốc.
Để thắt chặt quan hệ mới cải thiện, Gorbachev viếng thăm Trung Quốc vào tháng 5 năm 1989. Một kết cục không đoán trước của hội nghị thượng đỉnh này là sự tường trình của số đông giới truyền thông báo chí ngoại quốc về cuộc biểu tình phản đối tại Thiên An Môn năm 1989 và sự đàn áp xảy ra sau đó.
Chính phủ Trung Quốc xem xét sự cải cách của Gorbachev trong cái vẻ mâu thuẫn vừa thích thú vừa nghi ngờ. Tuy nhiên sự cải cách của Gorbachev sau cùng đưa đến sự sụp đổ của Liên Xô và kết thúc sự nắm quyền của Đảng Cộng sản năm 1991. Vì chính phủ Trung Quốc không chính thức thừa nhận Liên Xô là một "nước xã hội chủ nghĩa" anh em nên họ không có ý kiến là Gorbachev phải nên cải cách chủ nghĩa xã hội như thế nào. Với tư cách cá nhân, giới lãnh đạo Trung Quốc có ý kiến rằng Gorbachev đã dại dột tiến hành các cải cách chính trị trước khi tiến hành cải cách kinh tế trong khi Đặng Tiểu Bình tiến hành cải cách kinh tế mà không làm suy yếu vai trò lãnh đạo của Đảng Cộng sản.

## Kết thúc
Quan hệ giữa Liên Xô với Trung Quốc được cải thiện, tiến tới bình thường hóa chỉ sau khi Đại hội XII của Đảng Cộng sản Trung Quốc (1982). Sự sụp đổ của Liên Xô đã làm cho cuộc chia rẽ giữa Trung Quốc và Liên Xô kết thúc. Chính phủ Trung Quốc lúc đó quan ngại về việc Hoa Kỳ can thiệp bằng cách hỗ trợ Đài Loan độc lập hơn là một cuộc xâm lược quy mô lớn từ Liên Xô. Tương tự như vậy, một nước Nga suy yếu lúc đó cũng quan tâm hơn về những sáng kiến của Mỹ như việc mở rộng khối NATO và can thiệp vào cựu Nam Tư. Đáng lẽ ra có một thế đối trọng chống Nga, Hoa Kỳ bắt đầu xem Trung Quốc như một đối thủ cạnh tranh ngang hàng mới. Vì các yếu tố này trong khung cảnh chính trị mới của thế giới, Nga và Trung Quốc đã tăng cường thắt chặt quan hệ giữa họ để chống lại sức mạnh của người Mỹ. Năm 1993, hai quốc gia đã miễn cưỡng ký một hiệp định chính thức phân định biên giới và chính thức kết thúc tất cả các tranh chấp còn tồn tại. Năm 1996, Nhóm Thượng Hải Năm (gồm năm nước Nga, Trung Quốc, Kazakhstan, Kyrgyzstan, Tajikistan), sau này cải tên thành Tổ chức Hợp tác Thượng Hải (Shanghai Cooperation Organization) được thành lập như một liên minh lỏng lẻo cùng với các quốc gia vùng Trung Á. Các cuộc tập trận chung đầu tiên giữa các quốc gia xảy ra năm 2005.